# Cassida strejceki
Cassida strejceki es un insecto coleóptero de la familia Chrysomelidae.
Fue descrita científicamente en 2006 por Sekerka.